# 歌姬 (漫畫)
歌姬（英語：Songbird），原名尖叫咪咪（Screaming Mimi），是美國漫威漫畫公司出版的超級英雄。她原本是個超級反派，擁有可以造成各種影響的超音速聲音能力。

## 出版歷史
該角色首次出現於《漫威二合一》第54期（1979年8月），名為“尖叫咪咪”，由馬克·格魯瓦爾德、拉爾夫·馬奇奧和約翰·伯恩創作。
在《雷霆特攻隊》系列中扮演超級英雄之前，她曾多次以超級反派的身份出現。離開團隊一段時間後，她從第144期開始作為常規角色回歸《雷霆特攻隊》，並從第175期開始在標題轉變為《黑暗復仇者》時作為配角出現。
2015年6月，歌姬成為重新推出的新復仇者聯盟的團隊成員，該聯盟是「All-New, All-Different Marvel」品牌的一部分。

## 其他媒體

### 電影
- 漫威電影宇宙中，在《雷霆特攻隊*》中瓦倫緹娜·艾蕾格拉·德芳亭的助手梅爾，由潔芮汀·薇思瓦納森飾演。

### 電子遊戲
- Songbird在《漫威：終極聯盟2》中以可玩角色和 Boss 出現，由蘇珊·斯帕諾配音[3]。此外，她的“尖叫咪咪”服裝的一個變體作為替代皮膚出現。
- 歌姬透過「雷霆特攻隊」DLC包作為可玩DLC角色出現在《樂高：復仇者聯盟》中。[4]
- 歌姬在《漫威：復仇者聯盟》中以可玩角色出現。
- 歌姬在《MARVEL未來之戰》中以可玩角色出現。[5]
- Songbird 在 《Marvel Tsum Tsum》 中以可玩角色出現。[6]
- 歌姬在《樂高漫威超級英雄2》中以可操作角色出現。[7]

## 資料來源
1. ↑  DeFalco, Tom; Sanderson, Peter; Brevoort, Tom; Teitelbaum, Michael; Wallace, Daniel; Darling, Andrew; Forbeck, Matt; Cowsill, Alan; Bray, Adam. . DK Publishing. 2019: 338. ISBN 978-1-4654-7890-0.
2. ↑  . （原始内容存档于2015-07-06）.
3. ↑  . Behind The Voice Actors.   [February 17, 2025]. （原始内容存档于2017-10-21）.
4. ↑  Paget, Mat. . GameSpot. March 17, 2016  [2025-05-18]. （原始内容存档于2019-04-11）.
5. ↑  . Justin Snyder, Marvel.com. August 17, 2016  [August 20, 2016]. （原始内容存档于August 18, 2016）.
6. ↑  Tylwalk, Nick. . Gamezebo. September 2, 2016  [September 10, 2016]. （原始内容存档于2020-01-16）.
7. ↑  . IGN. 19 May 2017  [28 January 2018]. （原始内容存档于2020-11-01）.